# 塞缪尔·罗素宅第
塞缪尔·罗素宅第（Samuel Wadsworth Russell House）位于美国康涅狄格州米德尔敦，是一座希腊复兴风格的地标建筑，修建于1828年。目前由卫斯理大学拥有。塞缪尔·罗素宅第在1970年列入国家史迹名录（National Register of Historic Places），2001年列为国家历史地标（National Historic Landmark）。